# Rosenvecklare
Rosenvecklare (Notocelia cynosbatella) är en fjärilsart som först beskrevs av Carl von Linné 1758.  Rosenvecklare ingår i släktet Notocelia, och familjen vecklare. Arten är reproducerande i Sverige.

## Bildgalleri

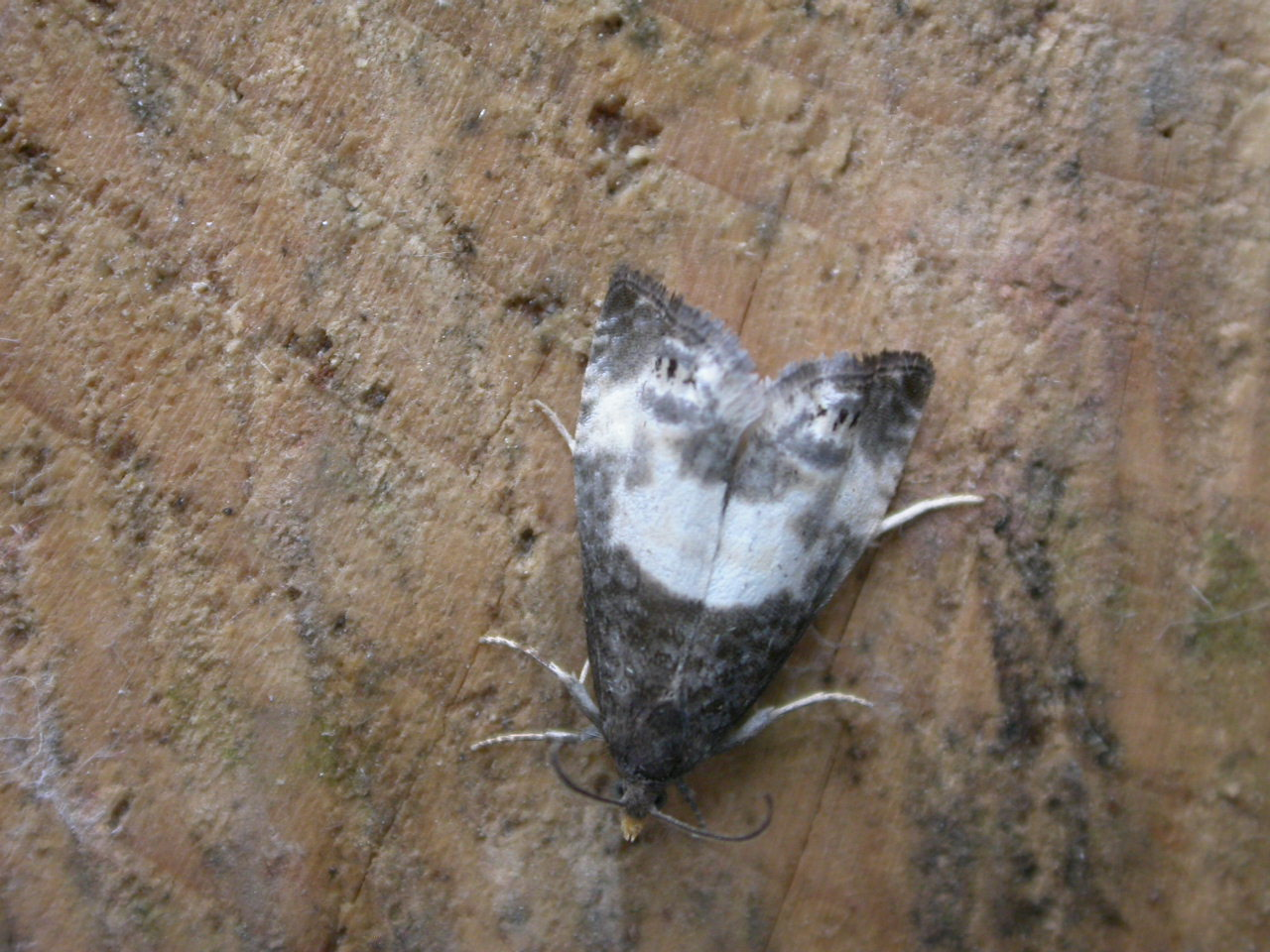